# Десятиліття «Вода для життя»
Міжнародне десятиліття «Вода для життя» — тематичне десятиліття 2005—2015 років, проголошене Генеральною Асамблеєю ООН у грудні 2003 року. Його головна мета полягає в сприянні зусиллям щодо виконання міжнародних зобов'язань щодо води та пов'язаних з нею питань. У Цілях розвитку тисячоліття ООН (ЦРТ) до 2015 р. У березні 2019 року Генеральна Асамблея ООН оголосила 2018—2028 роки Десятиліттям водних дій.
З метою сприяння досягненню узгоджених на міжнародному рівні цілей, пов'язаних з водними ресурсами, які містяться в Декларації тисячоліття ООН, Порядку денному на ХХІ століття та Йоганнесбурзькому плані виконання Всесвітнього саміту сталого розвитку (WSSD), Десятиліття зосереджується на питаннях, пов'язаних з водою, на всіх рівнях та щодо реалізації програм і проєктів, а також сприяння співпраці на всіх рівнях.
Під час першого Десятиліття води ООН з 1981 по 1990 рік, за оцінками, більше мільярда людей отримали доступ до безпечної питної води.
Основною метою Десятиліття «Вода для життя» є сприяння зусиллям щодо виконання міжнародних зобов'язань, взятих у сфері води та пов'язаних з нею проблем до 2015 року.
Ці зобов'язання включають Цілі розвитку тисячоліття щодо скорочення вдвічі частки людей, які не мають доступу до безпечної питної води до 2015 року, і припинення нераціональної експлуатації водних ресурсів. На Всесвітньому саміті в Йоганнесбурзі у 2002 році було прийнято дві інші цілі: розробити інтегроване управління водними ресурсами та плани підвищення ефективності використання води до 2005 року та скоротити вдвічі до 2015 року частку людей, які не мають доступу до основних засобів санітарії.
Всесвітній день води 22 березня 2005 року став офіційним початком Десятиліття «Вода для життя».

## Проблеми
Основні проблеми, пов'язані з водою, включають: їжу, здоров'я, навколишнє середовище, запобігання катастрофам, енергетику, проблеми транскордонної води, дефіцит, культуру, санітарію, забруднення та сільське господарство. Оскільки жінки відіграють центральну роль у забезпеченні та управлінні водою, особливий наголос буде приділено забезпеченню участі та залучення жінок до цих зусиль щодо розвитку.

## Заходи
На національному рівні очікується, що кожна країна матиме свій власний підхід до організації заходів навколо Десятиліття «Вода для життя». Заохочуються всі види діяльності, спрямовані на підвищення обізнаності громадськості щодо питань, пов'язаних із темою «Вода для життя», включаючи організацію конференцій, семінарів, виставок та інших подібних публічних заходів.

## Організатори
ООН-Вода координує Міжнародне десятиліття дій «Вода для життя», 2005—2015. ООН-Вода — це загальносистемне міжвідомче зібрання всіх відповідних агенцій, департаментів і програм, пов'язаних з водними питаннями, у системі ООН. UN-Water є міжвідомчим механізмом для реалізації положень Йоганнесбурзького плану виконання положень, пов'язаних з водою, і Цілей розвитку тисячоліття щодо прісної води. Положення та умови роботи ООН-Вода охоплюють елементи детального міжвідомчого плану для розв'язання проблем водопостачання та санітарії, а також включають механізми для взаємодії із зацікавленими сторонами, що не входять до системи ООН.
Головування ООН-Вода є ротаційним і зараз виконується Університетом ООН (UNU), тоді як Секретаріат ООН-Вода знаходиться в Департаменті ООН з економічних і соціальних питань (UNDESA). В рамках UNDESA відділ водних ресурсів, природних ресурсів і малих острівних держав, що розвиваються, у Відділі сталого розвитку відповідатиме за Десятиліття «Вода для життя».
ООН-Вода запустила дві ініціативи для підтримки Десятиліття «Вода для життя»:
1. Програма Десятиліття ООН-Вода з розвитку потенціалу[4] (UNW-DPC). Організований Університетом ООН у Бонні, Німеччина, UNW-DPC зміцнює узгодженість та ефективність діяльності з розвитку потенціалу в рамках Десятиліття.
2. Офіс ООН з підтримки Міжнародного десятиліття дій «Вода для життя» 2005—2015 (UNO-IDfA)[5] / Програма Десятиліття ООН з адвокації та комунікації (UNW-DPAC)]. Розташований у Сарагосі, Іспанія, під керівництвом Департаменту ООН з економічних і соціальних питань (UNDESA), UNO-IDfA/UNW-DPAC сприяє інформуванню, впроваджує комунікації та підвищує обізнаність у рамках Десятиліття.